# Teri Yakimoto
Teri Yakimoto è il terzo album della band californiana Guttermouth, pubblicato nel 1996.
È il primo lavoro della band dopo l'entrata del bassista Steve Rapp. La band continua a riproporre la propria musica veloce e abrasiva, ma in questo album la band ricerca una maggiore melodicità e una influenza pop.

## Tracce
Tutte le canzoni sono scritte dai Guttermouth
1. Use Your Mind
2. Trinket Trading, Tick Toting, Toothless, Tired Tramps...or the 7 T's
3. Generous Portions
4. A Day at the Office
5. Teri Yakimoto
6. Whiskey
7. Lock Down
8. God's Kingdom
9. Mark's Ark
10. Room for Improvement
11. Casserole of Life
12. Thought Provoking Sonic Device
13. I Saw the Light
14. 1-2-3-4*
15. Under the Sea

## Formazione
- Mark Adkins - voce
- Scott Sheldon - chitarra
- Eric Derek Davis - chitarra
- Steve Stever Rapp - basso
- James Nunn (aka Captain James T. Nunn) - batteria